# Пам'ятник партизанам Новомосковщини «Вічне джерело води»
Пам'ятник партизанам Новомосковщини «Вічне джерело води» — пам'ятка історії місцевого значення, розташований на північній околиці міста Новомосковська Дніпропетровської області. Якщо їхати автотрасою у сторону села Вільного, то за 200-250 метрів після автодорожнього мосту його можна бачити ліворуч у декілька метрах від дороги. 

## Історія
Під час нацистської окупації Новомосковського району (вересень 1941-вересень 1943 рр.) в новомосковських лісах діяли партизани, багато з них загинули в боях з нацистами. На їх честь споруджено пам’ятник, який знаходиться по вул. Гетьманська, (траса Москва-Сімферополь). Створили його у колишньому Дніпропетровському комбінаті і встановили  1967 р. Основа пам’ятника – стела розмірами 400*150*100 см., викладена із цегли і покрита підфарбованим цементним розчином, в неї вмонтовано дві дошки сірого граніту. На верхній дошці напис: «Здесь открыт вечный источник воды для человека в честь партизан Новомосковщины, павших в боях за нашу Великую Родину 1941 – 1945гг.». 
На нижній, меншій дошці напис:
```
                              «Слава, Вам храбрые!
                              Слава бессмертные!
                              Вечную славу
                              Поет Вам народ.
                              Доблестно жившие,
                              Смерть сокрушившие,
                              Память о Вас 
                              Никогда не умрет!»
```

Праворуч від стели стоїть невеличка не оброблена гранітна брила, у верхньому боці якої видовбана сферична чаша з отвором у дні. Колись із цього отвору струмилася цівка прозорої води.
Пам’ятник занесено до нерухомих пам’яток історії та культури України. 